# Fränkisch-arabischer Konflikt

Fränkisches Reich im Frühmittelalter

Der fränkisch-arabische Konflikt (720–759) begann mit einem arabischen Eroberungs- oder Beutezug ab 720 von Süden her in das bis dahin expandierende Frankenreich. Viele Orte und Klöster wurden geplündert. Doch nachdem der fränkische Hausmeier Karl Martell den arabischen Militärführer Abd ar-Rahman bei Poitiers 732 geschlagen und getötet hatte, zogen sich die Araber nach über dreißigjähriger Behauptung nördlich der Pyrenäen bis 759 wieder zurück. Ein militärhistorisches Ergebnis war die Bedeutung der Kavallerie, die die Franken von den Arabern abschauten. Dies mündete im fränkischen Panzerreiter und längerfristig im Ritterstand. Im 9. und 10. Jahrhundert gingen von der Berberfestung Fraxinetum weitreichende Raubzüge und Ansiedlungen aus.

## Verlauf

### 8. Jahrhundert
Im Zuge der arabischen Expansion fiel nach dem Übergang über Gibraltar 711 die iberische Halbinsel (Al-Andalus) schnell den Invasoren zu, auf der auch das Westgotenreich unter dem letzten König Roderich unterging und bereits 713 die Hauptstadt Toledo eingenommen wurde. Von dort gelenkt, besetzte ein arabisches Heer unter as-Samh ibn Mālik al-Chaulānī erst Barcelona, dann westgotische Besitzungen im Südwesten Galliens. Im Jahr 720 fiel Narbonne, die Hauptstadt des Territoriums Septimania, an die muslimischen Truppen (die Septimania wurde von ihnen bis 759 gehalten), die immer wieder auf fränkisches Gebiet vordrangen, in die Pyrenäen einrückten und Aquitanien bedrohten. Herzog Eudo von Aquitanien konnte 721 das weitere Vordringen in der Schlacht von Toulouse abwehren. Sein Heer vereinte Soldaten aus Burgund, Neustrien, Aquitanien und dem Baskenland. As-Samh starb in der Schlacht, die Truppen kehrten nach Spanien zurück. Trotz der Niederlage drangen die Araber und Berber unter ʿAnbasa ibn Suhaim al-Kalbī kurze Zeit später weiter vor, erst ohne Erfolg, doch nach einer Umbildung konnten sie 724 Carcassonne und wenig später Nîmes einnehmen. Tausende flüchteten ins Frankenreich. Im August 725 (oder 731) wurde Autun in Burgund geplündert und zerstört, es blieb der östlichste Punkt dieses Zuges.
Angesichts der arabischen Expansion verbündete sich Eudo um 730 mit dem rebellischen Berberfürsten Munnuz, als sich zunehmende Spannungen zwischen Berbern und Arabern abzeichneten. Munnuz, der zudem die Tochter Eudos heiratete, wurde aber vom Araber Abd ar-Rahman, dem Statthalter des Kalifen in Spanien, besiegt und nahm sich das Leben. Abd ar-Rahman zog im Frühjahr 731 mit seinen maurischen Truppen im Osten die Rhone und Saône hoch bis zu den führenden und reichen Abteien Luxeuil und St-Bèze, die nach der Plünderung für Jahrzehnte nicht mehr weiterbestanden. Sie brandschatzten auch die Städte Chalons-sur-Saone, Dijon und Langres, mit einer zweiten Spitze scheiterte erst bei Sens die Belagerung. Dann gingen sie möglicherweise im Winter kurzzeitig zurück nach Spanien, um ihre Beute und die gemachten Sklaven zu sichern und neue Kräfte zu gewinnen.

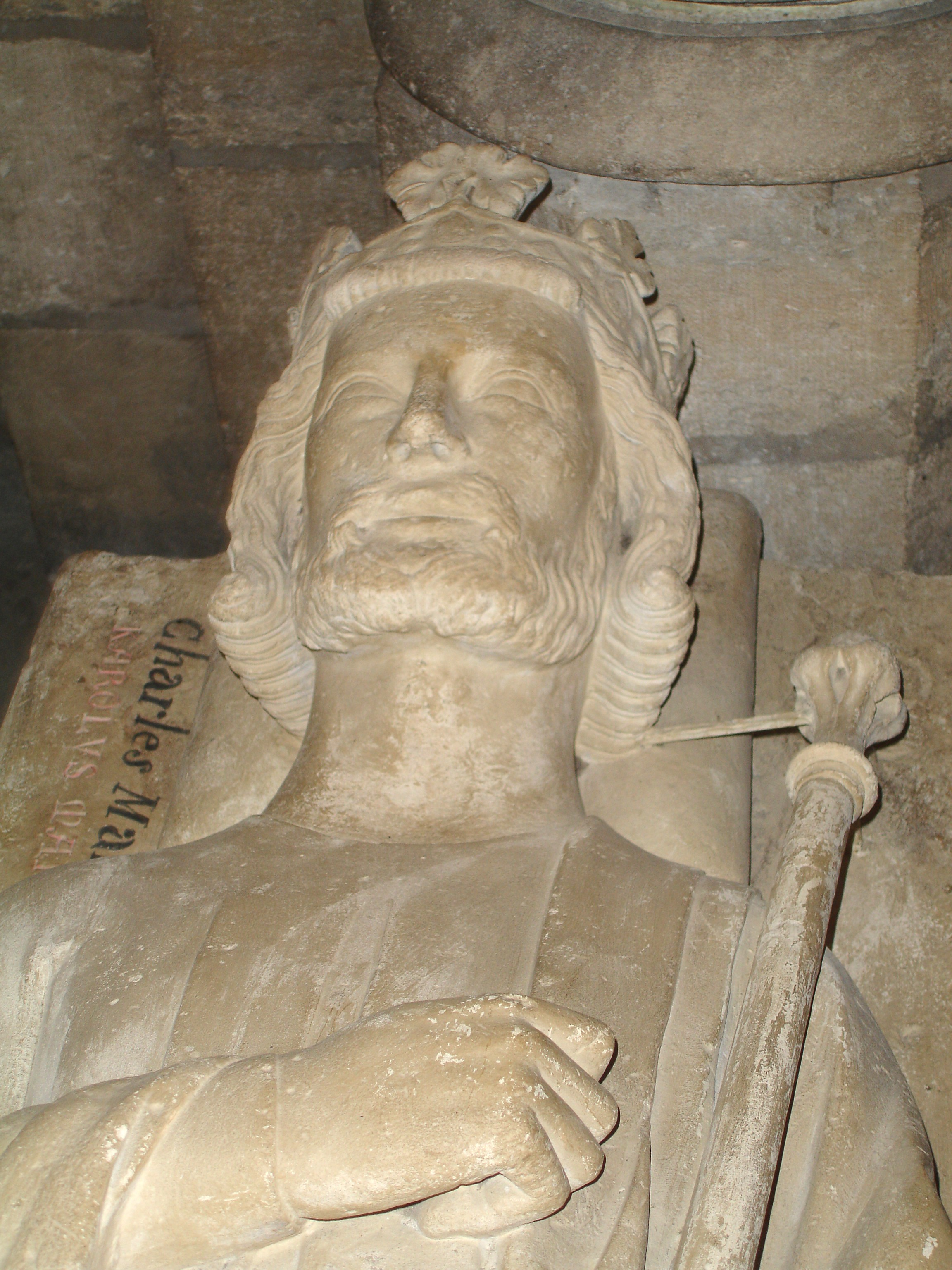
Karl Martells Grab in St-Denis

Im folgenden Jahr drang Abd ar-Rahman wieder vor, fügte Eudo 732 an der Garonne eine schwere Niederlage zu und eroberte Bordeaux. Daher musste dieser Karl Martell um Hilfe bitten. Die Araber zogen schließlich in Richtung der Loire nach Tours, wo die Grabstätte des heiligen Martin von Tours bedroht war, der als der Patron der Franken galt. Beim eroberten Poitiers schlug Abd ar-Rahman Eudo vernichtend. Karl zog ihm mit einem schnell aufgestellten Heer aus Franken und Burgundern entgegen. Im Oktober 732 kam es zur Schlacht von Tours und Poitiers (ad Pectavis) in der Nähe von Châtellerault an der Vienne, in der Abd ar-Rahman fiel. Die Bedeutung der Schlacht wurde lange Zeit als epochal eher überschätzt, zumal es sich wohl nur um einen begrenzten Raubzug (Razzia) gehandelt hat. Die Araber und Berber verließen das Land allerdings nicht fluchtartig, sondern zogen weiter plündernd durch das Limousin. Karl baute nun die fränkische Herrschaft im Süden aus. Als Eudo 735 starb, setzte Karl Martell dessen Sohn Hunold als Lehensmann ein. Obwohl die Franken die arabische Reiterei mit ihren Fußsoldaten besiegen konnten, begann Karl mit der Aufstellung erster schwerer Panzerreiter, die auch die Erfindung des Steigbügels begünstigte.
Der dux der Provence, Maurontus, versuchte einen Aufstand und ging ein neues Bündnis mit den Muslimen ein. Unter Yusuf ibn Abd ar-Rahman al-Fihri setzten sich diese in Avignon fest, doch konnte Karl die Stadt mit Hilfe seines Halbbruders Childebrand in der Schlacht bei Avignon einnehmen. Nîmes folgte bald, konnte aber nicht gehalten werden. Vergeblich belagerte der Hausmeier 737 Yusuf al-Fihri in Narbonne, doch gelang es ihm, das Entsatzheer der Araber in der Schlacht an der Berre vollständig zu besiegen. Auf dem Rückmarsch nach Austrasien verwüstete Karl die Städte Béziers, Agde, Maguelone und Nîmes. Im Jahre 738 fielen die Araber und Berber erneut in die Provence ein, als Karl gerade auf einem Feldzug in Sachsen war. Für seine Interessen rückte daher der Langobardenkönig Liutprand mit einem Heer aus Italien an, das die Invasoren ohne Schlacht vertrieb. Erst die Aufstände der Berber im Maghreb sowie Auseinandersetzungen in Spanien zwischen Arabern und Berbern beendeten vorerst weitere arabische Züge.
Ab 752 schlugen die nachfolgenden Frankenherrscher Pippin III. und später Karl der Große bis 778 die Araber über die Pyrenäen zurück. Auch die Septimania kam im Jahr 759 als Herzogtum an das Fränkische Reich, nachdem Pippin Narbonne erobert hatte. Vorher hatte er dem örtlichen Adel zugesichert, die ihm eigenen westgotischen Gesetze zu respektieren. Der letzte muslimische Gouverneur von Narbonne, Abd ar-Rahman ibn Uqba (756–759), behielt nur noch Territorien in Spanien, von denen aber weitere Seeraubzüge ausgingen. Auch unter Karl dem Großen wurde etwa Narbonne erneut verwüstet (793 durch einen Feldzug von Hischam I. während der Awarenkriege an der Ostgrenze).

### 9. und 10. Jahrhundert

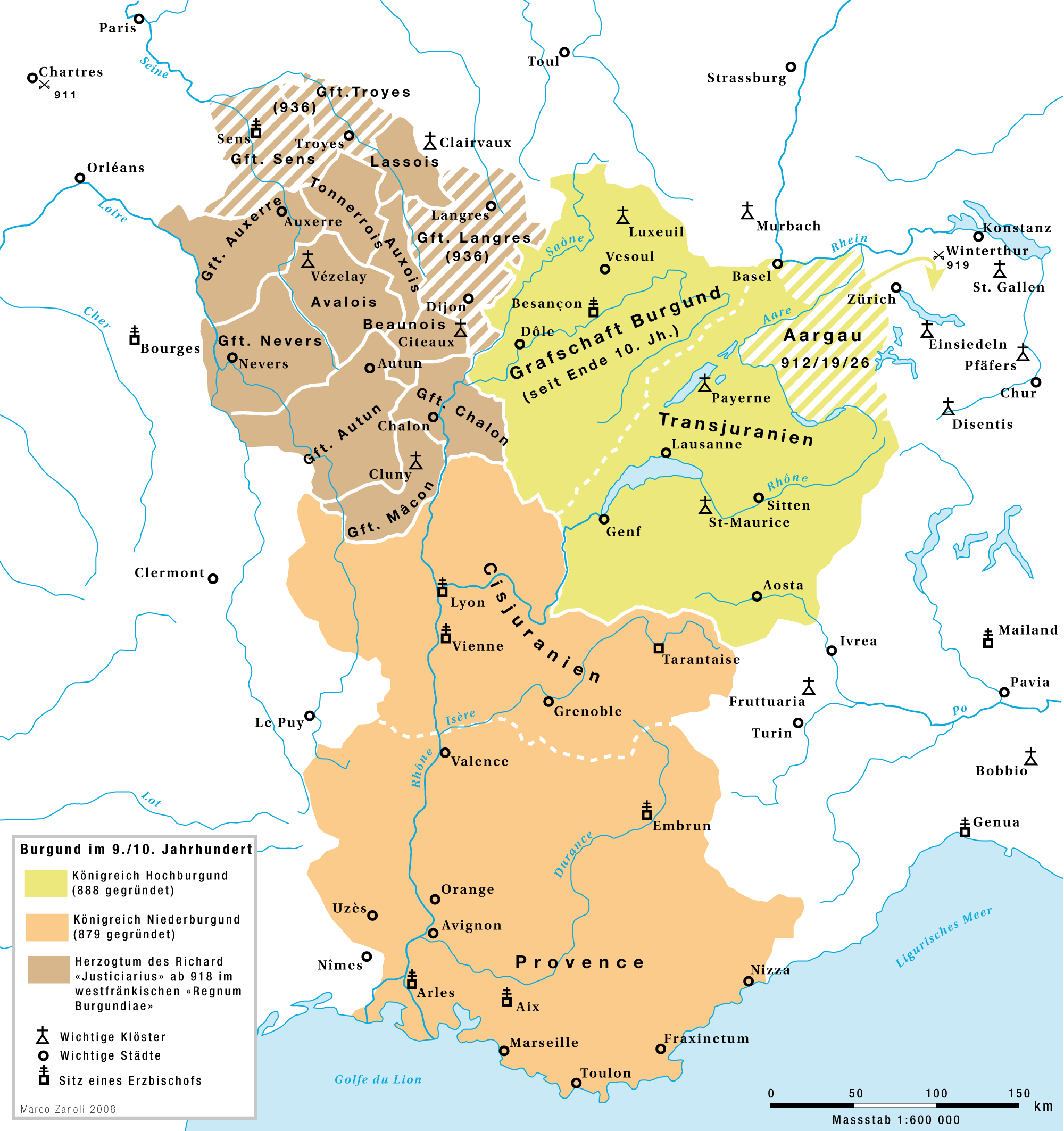
Hoch- und Niederburgund im 9. und 10. Jahrhundert

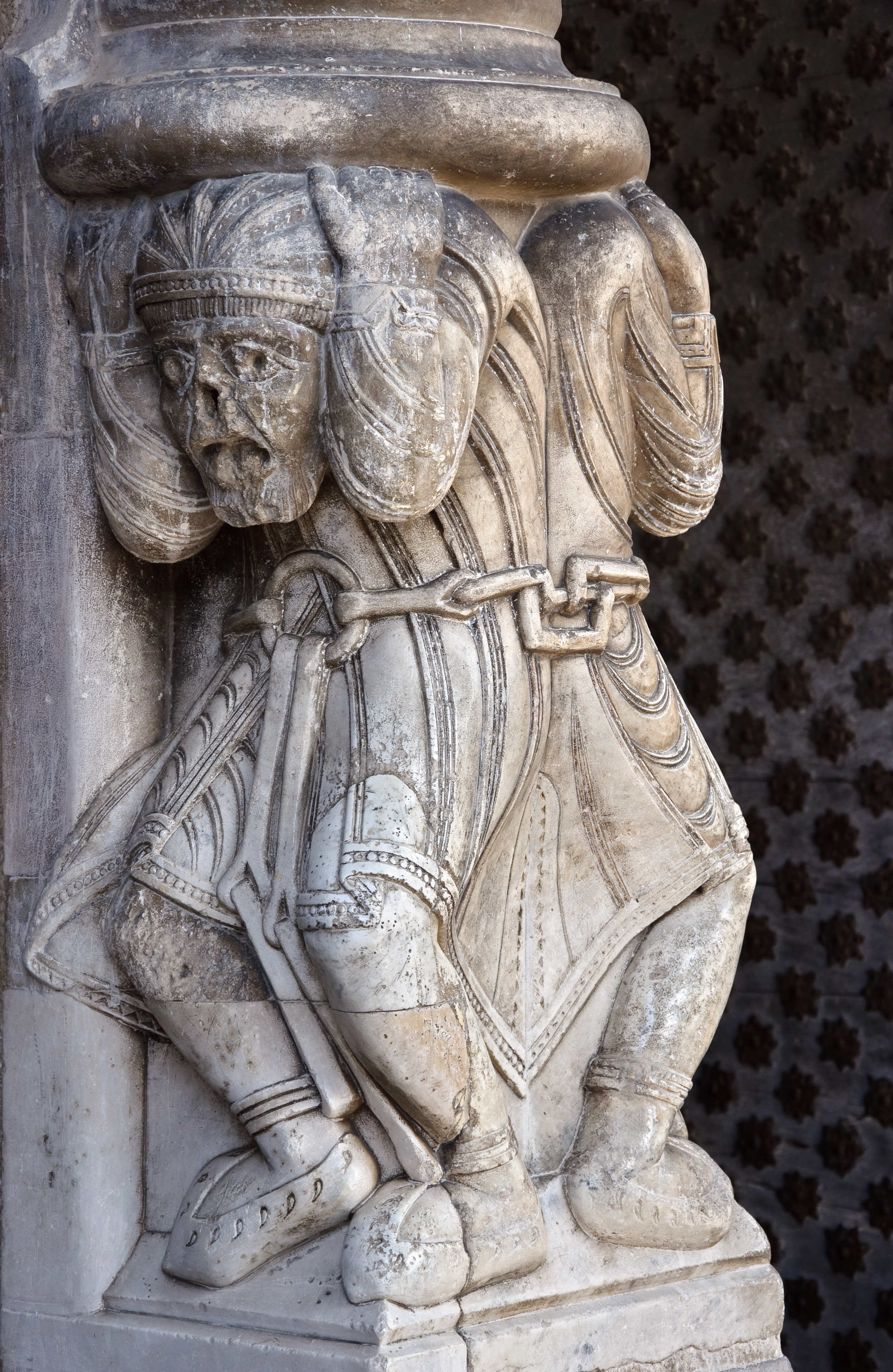
In Ketten gelegte Araber (volkstümliche Deutung) als Träger, Portalskulptur der Kathedrale von Oloron-Sainte-Marie

Das südliche Frankenreich wurde im 9. Jahrhundert in der Provence, Burgund und Italien, die nach der Teilung 843 zu Lotharingien gehörten, erneut durch arabische Piraten und Truppen von der See her überfallen (zunächst Nizza 813, 859 sowie 880). Araber besetzten 806 die Insel Pantelleria bei Sizilien, deren Mönche als Sklaven nach Spanien verschleppt wurden, Karl der Große sorgte selbst für ihre Freilassung. Westgotische Flüchtlinge aus Spanien (Hispani) wurden durch großzügige Privilegien gelockt, freies Land zu roden und zu besiedeln. Andalusische Muslime, vermutlich eher Berber, machten in der geschwächten Küstenregion Fraxinetum bei Fréjus 888 zum sicheren Stützpunkt, von wo aus sie zu Plünderzügen an der Küste und im Landesinnern aufbrachen. 926 rief der König von Italien Hugo I. die Araber sogar ins Land, um gegen lokale Rivalen vorzugehen. 934 und 935 wurden Genua und La Spezia überfallen, 942 wieder Nizza. In Piemont stießen die Piraten bis Asti sowie Novi Ligore vor, im Rhônetal und an der Westseite der Alpen nach Norden, 930 bis Grenoble, 939 bis zum Kloster St. Gallen, nur wenige Jahre nach den Ungarn. Nach Erfolgen gegen Burgund drangen sie 942–965 weiter nach Savoyen und 952–960 bis in Teile der heutigen Schweiz vor, wo sie den Sankt-Bernhard-Pass besetzten (Kontrolle über Passageabgaben). Um 939 überquerten sie die Alpen südwärts, griffen in Oberitalien ein und zerstörten die Abtei Agaune im Wallis. Das Haupt der Cluniazensischen Reformbewegung, Abt Maiolus von Cluny, wurde im Juli 972 bei Orsières von Sarazenen entführt und kam erst nach einer Lösegeldzahlung, wofür viele Kultobjekte und Teile des Kirchenschatzes eingeschmolzen werden mussten, wieder frei. Der Graf der Provence Wilhelm I. ging danach gegen den Stützpunkt vor, gewann die Schlacht von Tourtour und vertrieb die Bewohner von Fraxinetum. Sie hatten ständig Beziehungen zu den spanischen Muslimen gehabt. Doch hörten die Plünderungen, 1002 von Genua und 1004 von Pisa, noch nicht auf, die von Sarazenen in Korsika ausgingen.

## Archäologie
Für die muslimische Besatzungszeit liegen archäologische Belege vor. Im Languedoc gibt es Siegel, die Arbûnah (= Narbonne) erwähnen. In Nîmes sind 2006–2007 drei Soldatengräber gefunden worden, vermutlich von Berbern aus der Omajadenarmee, die eine Anwesenheit frühmittelalterlicher Muslime in Frankreich beweisen. 2016 wurden drei Skelette aus den Gräbern in Nîmes genetisch untersucht. Sie stammen von Berbern aus Nordafrika (väterliche Haplogruppe E-M81), die zwischen 20 und über 50 Jahren alt waren.

## Einzelbelege
1. 1 2  Brian A. Catlos: Kingdoms of faith : a new history of Islamic Spain. New York, N.Y. 2018, ISBN 978-0-465-05587-6, S. 40 ff.
2. ↑  Hervé Mouillebouche: Un autre mythe historiographique: le sac d’Autun par les Sarrasins. In: Annales de Bourgogne : revue historique trimestrielle publiée sous le patronage de l’Université de Dijon et de l’Académie des sciences, arts et belles lettres de Dijon. Université de Bourgogne Dijon, 2011, abgerufen am 3. Februar 2022 (Der Autor kommt zum radikalen Ende, aus der mageren und widersprüchlichen Quellenlage (Autun 725 oder 731?) könne auch eine mögliche feindselige Erfindung des ganzen Zuges in späterer Zeit erschlossen werden. Das kann zunächst nur eine Einzelmeinung sein.).
3. ↑  Ulrich Nonn: Die Schlacht bei Poitiers 732. Probleme historischer Urteilsbildung. In: Beihefte der Francia. Band 22, 1990, S. 37–56 (perspectivia.net [PDF]).
4. ↑  André. Bonnery: La Septimanie : au regard de l'histoire. Loubatières, Portet-sur-Garonne 2005, ISBN 2-86266-462-6, S. 109.
5. ↑  Hans-Werner Goetz: Die Wahrnehmung anderer Religionen und christlich-abendländisches Selbstverständnis im frühen und hohen Mittelalter (5.-12. Jahrhundert). Walter de Gruyter, 2013, ISBN 978-3-05-005939-6 (google.de [abgerufen am 6. Februar 2022]).
6. ↑  Elke Goez: Geschichte Italiens im Mittelalter. ISBN 978-3-86312-653-7, S. 59.
7. ↑  Pierre Riché: Die Welt der Karolinger. 2., durchges.  Auflage. Stuttgart 1999, ISBN 978-3-15-010463-7, S. 165 f.
8. ↑  Markus Klinkner: Der Islam in der Schweiz. In: Islam-Wissen: Islamologische Enzyklopädie. Abgerufen am 5. Februar 2022.
9. ↑  Christian Vogel: Produkt unorganisierter Expansion? Die Berber-Enklave Fraxinetum. In: Transkulturelle Verflechtungen. Göttingen University Press, Göttingen 2016, ISBN 978-3-86395-277-8, S. 197–202 (uni-goettingen.de [PDF]).
10. ↑  Mohammad Ballan: Fraxinetum: An Islamic Frontier State in Tenth-Century Provence. In: Comitatus: A Journal of Medieval and Renaissance Studies. Band 41, Nr. 1, 2010, ISSN 1557-0290, S. 23–76, doi:10.1353/cjm.2010.0053.
11. ↑  Marc Terrisse: La présence arabo-muselmane. In: Hommes & Migrations, no 1306, février 2014, p. 126–128
12. ↑  Yves Gleize, Fanny Mendisco, Marie-Hélène Pemonge, Christophe Hubert, Alexis Groppi: Early Medieval Muslim Graves in France: First Archaeological, Anthropological and Palaeogenomic Evidence. In: PLOS ONE. Band 11, Nr. 2, 24. Februar 2016, ISSN 1932-6203, S. e0148583, doi:10.1371/journal.pone.0148583, PMID 26910855, PMC 4765927 (freier Volltext).